# Henry Hurt
Henry Hurt (ochrzczony 1697, zm. 1785) – brytyjski złotnik i wytwórca zabawek, założyciel funkcjonującego w latach ok. 1732–1845 pod szyldem Golden Salmon przedsiębiorstwa, mieszczącego się od 1745 przy londyńskiej Ludgate Hill pod numerem 32. Przyjęty w poczet obywateli miasta Londynu 3 kwietnia 1721 (jako członek kompanii branżowej zegarmistrzów), w 1724 lub 1725 założył najpierw przy dziedzińcu katedry św. Pawła przedsiębiorstwo oferujące sprzęt wędkarski i zabawki, a dobre obroty spowodowały, że przeniósł się w 1745 do pobliskiego lokalu przy Ludgate Hill, gdzie poszerzył asortyment o tanią biżuterię, przedmioty do pielęgnacji i układania włosów oraz puzdra. W 1757 lub 1758 zrezygnował z prowadzenia przedsiębiorstwa, w konsekwencji przejętego przez Williama Theeda i zięcia tego ostatniego Williama Picketta.